# Thomas Swindlehurst
Thomas Swindlehurst (21 mai 1874 - 15 mai 1959) est un ancien tireur à la corde britannique. Il a participé aux Jeux olympiques de 1908 avec l'équipe britannique de tir à la corde "Liverpool Police" et remporta une médaille d'argent.